# Eugenio Prati
Eugenio Prati (Caldonazzo, 27 gennaio 1842 – Caldonazzo, 8 marzo 1907) è stato un pittore italiano.

## Biografia

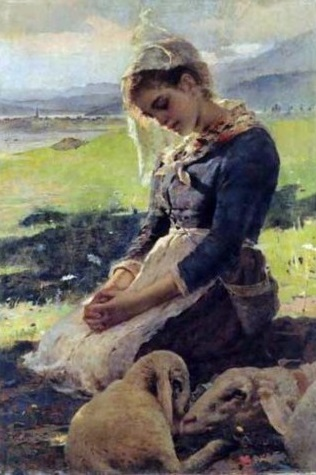
Poesia della montagna, 1903

Nasce il 27 gennaio 1842 a Caldonazzo, in Trentino (allora parte dell'Austria-Ungheria) ed è il primogenito di dieci figli, il padre, Domenico Prati, è geometra e proprietario terriero, la madre, Lucia Garbari, è parente di Tullio Garbari, pittore d'arte sacra dei primi del 900. Nel 1854 frequenta i corsi di pittura dell'Accademia di Belle Arti di Venezia ed è allievo di Michelangelo Grigoletti  autore di opere religiose (pale d'altare), del classicista Pompeo Marino Molmenti esponente della pittura veneta del tempo e del pittore austriaco Karl von Blaas della corrente dei nazareni.  Eugenio Prati partecipa al realismo veneto assieme ai suoi compagni di studio tra cui Giacomo Favretto, Guglielmo Ciardi, Luigi Nono.
Nel 1866 sceglie di proseguire gli studi artistici a Firenze, dove frequenta l'Accademia di belle arti di Firenze e segue i corsi di pittura del ticinese Antonio Ciseri, uno degli esponenti di rilievo del tardo purismo toscano. A Firenze Eugenio frequenta il Caffè Michelangiolo, uno dei luoghi di ritrovo dei pittori macchiaioli da cui ne acquisisce i concetti soprattutto nei colori tenui e caldi, dei macchiaioli toscani Giovanni Fattori, Telemaco Signorini e Silvestro Lega. Viene ispirato dalla pittura dei fratelli Domenico Induno e Gerolamo Induno della scapigliatura milanese, da Tranquillo Cremona e da Daniele Ranzoni. Riesce a liberarsi da molteplici influenze artistiche e ad individuare un proprio stile che piace al pubblico e alla critica del tempo per la sua unicità e nella varietà di espressioni che rinnova in continuazione.
Sposatosi con Ersilia Vassellai il 26 maggio 1879, Eugenio termina il soggiorno fiorentino e si trasferisce con la moglie ad Agnedo dove continua la sua attività molto intensamente. Nel 1884 nasce il figlio Angelico Prati, futuro linguista.
Nel 1897 si trasferisce ad Ala presso il conte Antonio Pizzini. Nel 1907 dopo una breve malattia muore a Caldonazzo all'età di sessantacinque anni.

## Prati nei musei
- MART, Trento
- Museo diocesano tridentino, Trento
- Museo storico del Trentino, Trento
- Museo civico di Rovereto, Rovereto
- Galleria dell'Accademia, Firenze
- Österreichische Galerie Belvedere, Vienna